# Năm Căn, Cà Mau
Năm Căn là một xã thuộc tỉnh Cà Mau, Việt Nam.

## Địa lý
Xã Năm Căn có vị trí địa lý:

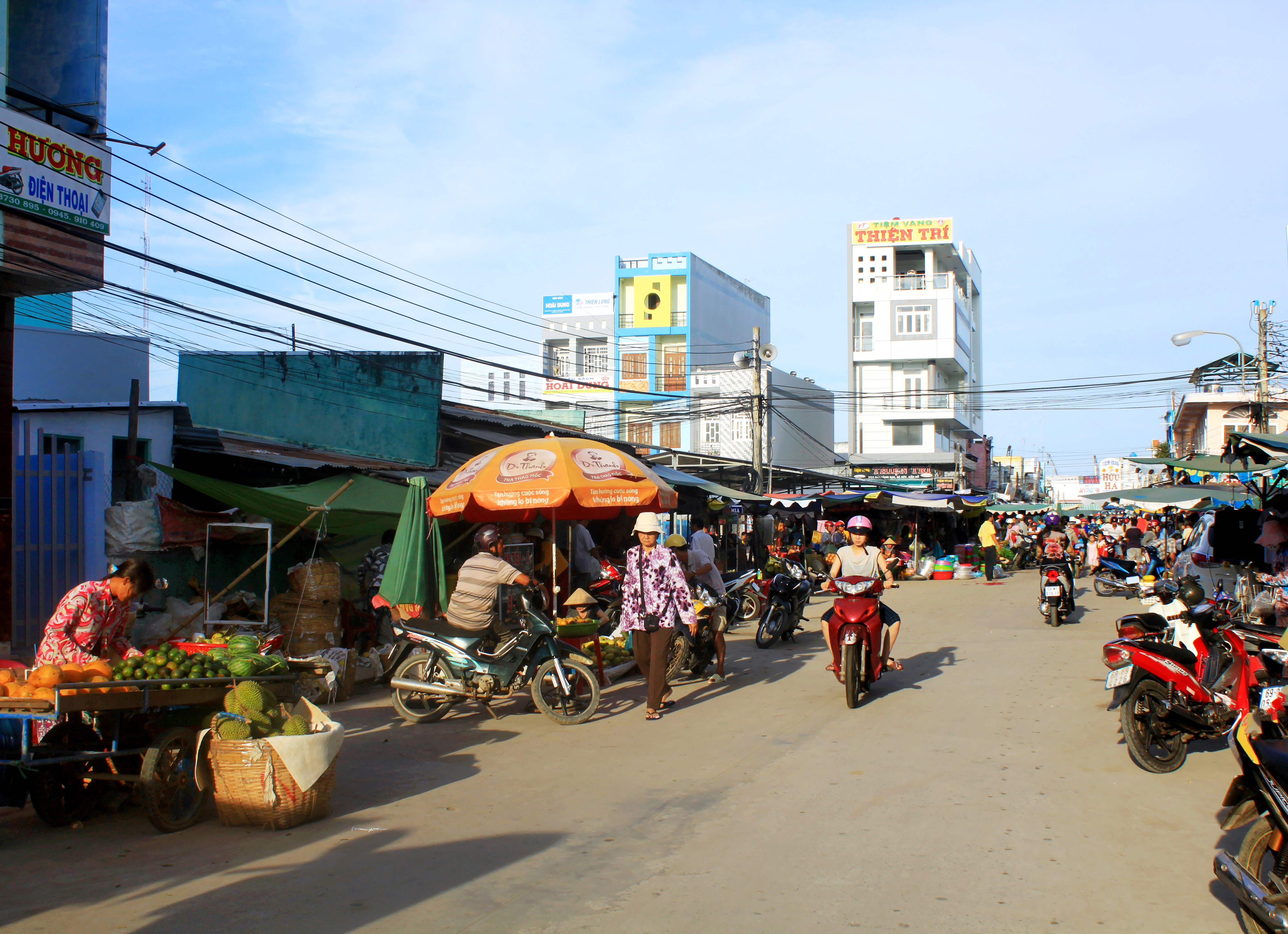
Một góc chợ thị trấn Năm Căn

- Phía đông giáp xã Quách Phẩm và xã Tam Giang
- Phía tây giáp xã Đất Mới
- Phía nam giáp xã Tân Ân
- Phía bắc giáp xã Cái Nước.

Xã Năm Căn có diện tích 70,06 km², dân số năm 2024 là 30.135 người, mật độ dân số đạt 430 người/km².

## Lịch sử
Sau năm 1975, xã Năm Căn thuộc huyện Năm Căn, tỉnh Cà Mau.
Ngày 20 tháng 9 năm 1975, Bộ Chính trị ban hành Nghị quyết số 245-NQ/TW về việc hợp nhất tỉnh Bạc Liêu, tỉnh Cà Mau và 2 huyện An Biên, Vĩnh Thuận (ngoại trừ 2 xã Đông Yên và Tây Yên) của tỉnh Rạch Giá thành một tỉnh mới, tên gọi tỉnh mới cùng với nơi đặt tỉnh lỵ sẽ do địa phương đề nghị lên.
Ngày 20 tháng 12 năm 1975, Bộ Chính trị ban hành Nghị quyết số 19/NQ về việc hợp nhất tỉnh Bạc Liêu và tỉnh Cà Mau thành một tỉnh mới, tên gọi tỉnh mới cùng với nơi đặt tỉnh lỵ sẽ do địa phương đề nghị lên.
Ngày 24 tháng 2 năm 1976, Chính phủ Cách mạng Lâm thời Cộng hòa miền Nam Việt Nam ban hành Nghị định số 3/NQ/1976 về việc hợp nhất tỉnh Bạc Liêu và tỉnh Cà Mau thành một tỉnh mới, lấy tên là tỉnh Bạc Liêu – Cà Mau. Khi đó, xã Năm Căn thuộc huyện Năm Căn, tỉnh Cà Mau – Bạc Liêu.
Ngày 10 tháng 3 năm 1976, Chính phủ ban hành Nghị quyết về việc thành lập tỉnh Minh Hải trên cơ sở đổi tên tỉnh Bạc Liêu – Cà Mau. Khi đó, xã Năm Căn thuộc huyện Năm Căn, tỉnh Minh Hải.
Ngày 25 tháng 7 năm 1979, Hội đồng Chính phủ ban hành Quyết định số 275-CP về việc chia xã Năm Căn thuộc huyện Năm Căn thành 2 xã: Hàm Rồng, Đất Mới và thị trấn Năm Căn.
Ngày 17 tháng 12 năm 1984, Hội đồng Chính phủ ban hành Quyết định số 168-HĐBT về việc đổi tên huyện Năm Căn thành huyện Ngọc Hiển và thị trấn Năm Căn trở thành huyện lỵ của huyện Ngọc Hiển.
Ngày 14 tháng 2 năm 1987, Hội đồng Bộ trưởng ban hành Quyết định số 33B-HĐBT về việc:
- Giải thể thị trấn Năm Căn để thành lập xã Hàng Vịnh trên cơ sở diện tích và dân số của thị trấn Năm Căn cũ.
- Chia xã Đất Mới thành xã Đất Mới và thị trấn Năm Căn (thị trấn huyện lỵ huyện Ngọc Hiển).

Sau khi phân vạch, điều chỉnh địa giới hành chính:
- Thị trấn Năm Căn có 1.200 hécta đất và 2.497 nhân khẩu.
- Xã Hàng Vịnh có 2.200 hécta đất và 5.550 nhân khẩu.

Ngày 6 tháng 11 năm 1996, Quốc hội ban hành Nghị quyết về việc chia tỉnh Minh Hải thành Bạc Liêu và tỉnh Cà Mau. Khi đó, thị trấn Năm Căn và xã Hàng Vịnh thuộc huyện Ngọc Hiển, tỉnh Cà Mau.
Ngày 17 tháng 11 năm 2003, Chính phủ ban hành Nghị định số 138/2003/NĐ-CP về việc:
- Thành lập huyện Năm Căn thuộc tỉnh Cà Mau.
- Chuyển thị trấn Năm Căn và xã Hàng Vịnh thuộc huyện Ngọc Hiển về huyện Năm Căn mới thành lập quản lý và thị trấn Năm Căn trở thành huyện lỵ của huyện Năm Căn.

Ngày 20 tháng 12 năm 2012, Bộ Xây dựng ban hành Quyết định số 1150/QĐ-BXD về việc công nhận thị trấn Năm Căn là đô thị loại IV.
Ngày 9 tháng 12 năm 2020, HĐND tỉnh Cà Mau ban hành Nghị quyết số 28/NQ-HĐND về việc:
1. Thị trấn Năm Căn
- Sáp nhập Khóm 7 vào Khóm 1
- Sáp nhập Khóm 8 vào Khóm 2
- Sáp nhập Khóm 6 vào Khóm 4.
- Sáp nhập Khóm 9 vào Khóm 5.

2. Xã Hàng Vịnh
- Sáp nhập Ấp 3 vào Ấp 1.

Ngày 21 tháng 12 năm 2021, UBND tỉnh Cà Mau ban hành Quyết định số 2912/QĐ-UBND về việc công nhận đô thị Hàng Vịnh là đô thị loại V.
Tính đến ngày 31/12/2024, xã Hàng Vịnh có 5 ấp: 1, 2, 4, Xóm Lớn Ngoài, Xóm Lớn Trong.
Ngày 16 tháng 6 năm 2025, Ủy ban Thường vụ Quốc hội ban hành Nghị quyết số 1655/NQ-UBTVQH15 về việc sắp xếp các đơn vị hành chính cấp xã của tỉnh Cà Mau năm 2025 (nghị quyết có hiệu lực từ ngày 16 tháng 6 năm 2025). Theo đó, thành lập xã Năm Căn thuộc tỉnh Cà Mau trên cơ sở toàn bộ 24,8 km² diện tích tự nhiên, quy mô dân số là 8.023 người của xã Hàng Vịnh thuộc huyện Năm Căn; điều chỉnh 36,98 km² diện tích tự nhiên, quy mô dân số là 7.002 người phần còn lại xã Hàm Rồng thuộc huyện Năm Căn và 8,28 km² diện tích tự nhiên, quy mô dân số là 15.110 người phần còn lại của thị trấn Năm Căn thuộc huyện Năm Căn.
Xã Năm Căn có 70,06 km² diện tích tự nhiên và quy mô dân số là 30.135 người.